# Nacionalno prvenstvo ZDA 1899
Nacionalno prvenstvo ZDA 1899 v tenisu.

## Moški posamično
Malcolm Whitman :  J. Parmly Paret  6-1 6-2 3-6 7-5

## Ženske posamično
Marion Jones :  Maud Banks  6-1, 6-1, 7-5

## Moške dvojice
Holcombe Ward /  Dwight Davis :  Leo Ware /  George Sheldon 6–4, 6–4, 6–3

## Ženske dvojice
Jane Craven /  Myrtle McAteer :  Maud Banks /  Elizabeth Rastall 6–1, 6–1, 7–5

## Mešane dvojice
Elizabeth Rastall /  Albert Hoskins :  Jane Craven /  James Gardner 6–4, 6–0, pred.